# NGC 2560
NGC 2560 is een spiraalvormig sterrenstelsel in het sterrenbeeld Kreeft. Het hemelobject werd op 17 maart 1862 ontdekt door de Duitse astronoom Heinrich Louis d'Arrest.

## Synoniemen
- UGC 4337
- MCG 4-20-27
- ZWG 119.58
- PGC 23367